# Hans von Gronau

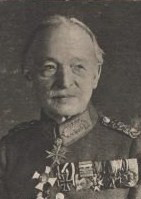
Hans von Gronau (1939)

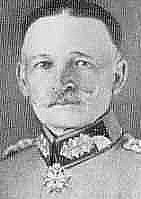
Hans von Gronau

Johann (Hans) Karl Hermann Gronau, sau năm 1913 là von Gronau (6 tháng 12 năm 1850 tại Alt-Schadow – 22 tháng 2 năm 1940 tại Potsdam) là một sĩ quan quân đội Phổ, được thăng đến cấp bậc Thượng tướng Pháo binh, và là Thống đốc quân sự của Thorn. Ông từng tham chiến trong cuộc Chiến tranh Pháp-Phổ (1870 – 1871) và cuộc Chiến tranh thế giới thứ nhất (1914 – 1918).

## Tiểu sử
Hans Gronau có nguồn gốc từ một gia đình nhà giáo sinh sống ở vùng Bergisches Land vào thế kỷ 17, là con trai của viên kiểm lâm vương quốc Phổ Johann Karl Ludwig Hermann Gronau (1816 – 1911), đến từ Köpenick, với bà Alexandrine Friederike Bertha Leusenthin (1823 – 1903) đến từ Groß-Puppen (Landkreis Ortelsburg, Ostpreußen) và là cháu gọi vị mục sư và nhà khí tượng học người Berlin Karl Ludwig Gronau (1742 – 1826) bằng cụ.
Vào ngày 13 tháng 4 năm 1869, Gronau đã gia nhập Lữ đoàn Pháo dã chiến số 3 tại Stettin với tư cách là một học viên sĩ quan. Từ năm 1880 cho đến năm 1882, ông được bổ nhiệm vào Bộ Tổng tham mưu. Vào năm 1893, ông được bổ nhiệm làm Tư lệnh của Sư đoàn số 1 và vào năm 1907 ông lãnh chức Thống đốc Thorn. Đến năm 1908, ông được phong cấp bậc Thượng tướng Pháo binh à la suite của Trung đoàn Pháo dã chiến "Tổng quân giới" (Brandenburg 1) số 3, đóng quân ở Brandenburg an der Havel. Vào ngày 8 tháng 6 năm 1911, ông về hưu. Để ghi nhận những cống hiến của ông, ông được liệt vào hàng khanh tướng Phổ vào ngày 16 tháng 6 năm 1903 tại kinh đô Berlin.
Khi cuộc Chiến tranh thế giới thứ nhất bùng nổ, Gronau được triệu hồi vào quân đội và vào ngày 2 tháng 8 năm 1914, ông nhậm chức Tướng tư lệnh của Quân đoàn Trừ bị IV như một phần thuộc biên chế của Tập đoàn quân số 1 – đạo quân nằm ở cánh phải của các lực lượng tấn công Pháp và Bỉ theo kế hoạch Schlieffen vào tháng 8 năm 1914. Quân đoàn này đã đóng một vai trò quan trọng trong trận sông Marne lần thứ nhất.
Vào tháng 9 năm 1915, ông được ủy nhiệm làm Tướng tư lệnh của Quân đoàn Trừ bị XXXXI, thay thế cho Trung tướng Arnold von Winckler. Quân đoàn đã được nâng cấp để thành lập Cụm quân (Armee-Gruppe) Gronau vào ngày 20 tháng 9 năm 1915. Gronau vẫn nắm quyền chỉ huy đồng thời của Quân đoàn và Cụm quân. Cụm quân Gronau đã phục vụ trong biên chế của Tập đoàn quân Bug trong suốt thời gian tồn tại của mình. Vào ngày 18 tháng 9 năm 1916, cụm quân được nâng cấp thành Phân bộ quân (Armee-Abteilung). Phân bộ quân Gronau tồn tại trên Mặt trận phía Đông cho đến khi giải thể vào ngày 27 tháng 3 năm 1918, như một phần của Cụm tập đoàn quân G.
Vào ngày 4 tháng 10 năm 1916, ông được tặng thưởng Huân chương Quân công vì lòng dũng cảm trong chiến đấu. Đến ngày 6 tháng 8 năm 1918, ông được tặng thưởng Lá sồi của Huân chương Quân công, có ý nghĩa của một phần thưởng thứ hai. Vào tháng 2 năm 1919, ông giải ngũ.
Vào ngày 23 tháng 2 năm 1890, tại Granow (Landkreis Arnswalde), Gronau đã kết hôn với Luise Gerischer (20 tháng 7 năm 1867 tại Granow – 25 tháng 6 năm 1926 tại Potsdam). Họ có ba người con trai, trong đó con trai trưởng là Wolfgang von Gronau, người đã lái máy bay vượt biển Đại Tây Dương.
Về cuối đời, ông sinh sống ở Đường Moltke 7 (Moltkestraße 7) tại Potsdam và từ trần vào ngày 22 tháng 2 năm 1940.

## Phong tặng
- Huân chương Thập tự Sắt hạng nhì (1870) [6]
- Huân chương Đại bàng Đỏ hạng nhất với bó sồi [6]
- Huân chương Vương miện hạng nhất [6]
- Giải thưởng Phục vụ (Dienstauszeichnung) của Phổ [6]
- Thập tự Hiệp sĩ vối các sư tử của Huân chương Vương miện Württemberg [6]
- Huân chương Vương miện Sắt hạng nhì [6]
- Huân chương Vương miện Sắt (1914) hạng nhất
- Huân chương Quân công với bó sồi
  - Pour le Mérite ngày 4 tháng 10 năm 1916
  - Bó sồi ngày 6 tháng 8 năm 1918